# Taiwanees
Taiwanees, Taiyu of Taiwan-Hokkien (臺灣閩南語) is een Chinees dialect dat tot het Minnanyu behoort. Taiwanees wordt in bepaalde gebieden op het eiland Taiwan door de meerderheid van de bevolking gesproken. Het is het grootste Zuid-Chinese dialect in Taiwan. Het op een na grootste dialect op dit eiland is Taiwan-Hakka. Op andere eilanden die tot de Republiek China behoren, wordt hoofdzakelijk Mindongyu gesproken. Kinmen vormt een uitzondering: daar spreekt men geen Mindongyu, maar Xiamenhua. Taiwanees is wel nauw verwant aan het Xiamenhua.

## Classificatie
- Sino-Tibetaanse talen
  - Chinese talen
    - Min (taal)
      - Zuidelijk Min/Minnanyu
        - Mintaihua
          - Taiwanees

## Geschiedenis
70% van de Taiwanese bevolking spreekt Taiwanees. Sinds 1945, toen er een einde kwam aan de Japanse bezetting van Taiwan, is Standaardmandarijn op het eiland de officiële taal. Nadat de Guomindang in 1949 van het vasteland van China naar Taiwan moest vluchten, werd de officiële taal nog invloedrijker. De president Chiang Kai-shek voerde zelfs een beleid in dat het spreken van andere Chinese talen en dialecten dan het Standaardmandarijn in openbare gelegenheden verbood. Het Taiwanees en Taiwan-Hakka werd met harde hand de kop ingedrukt. Schoolkinderen die het verbod aan hun laars lapten, kregen zware straf en cijfervermindering. Taiwanees werd levend gehouden doordat een groot deel van de bevolking het thuis bleef spreken als moedertaal.

## Varianten
Taiwanees is verdeeld in verschillende varianten. Het Taiwanees dialect dat gesproken wordt in de regio Tainan wordt gezien als vertegenwoordiger van Taiwanees. Tainanhua wordt daarom Standaardtaiwanees genoemd.

## Romanisatievormen
- baihuazi
- pumindian

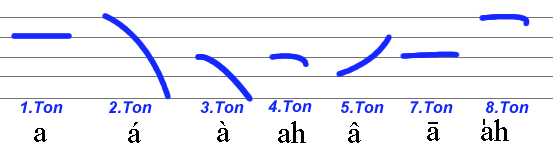
Het Taiwanees kent acht toonhoogtes.

- Taiwanese romanisatiesysteem (台灣閩南語羅馬字拼音方案); dit wordt gebruikt door de Republiek China (Taiwan).

## Dagelijks gebruik
Eind jaren zeventig, toen Chiang Kai-shek inmiddels was overleden, werd het Taiwanees niet meer verboden in publieke gelegenheden. Bekende Taiwanese zangers en zangeressen begonnen in het Taiwanees te zingen. Voorbeelden zijn Yip Chi-Ten, Chen Fenlan en Teresa Deng. Deng is oorspronkelijk niet van Hoklo afkomst, maar ze heeft het Taiwanees wel kunnen leren.
Taiwanees wordt in sommige streken van Taiwan als tweede onderwijstaal gebruikt naast het Standaardmandarijn. Taiwanees wordt in de politiek vooral gebruikt door politici van de anti-Guomindangse Democratische Progressieve Partij. Maar de Guomindang is zich er de laatste decennia ook van bewust dat Taiwanees een belangrijke taal is. Daarom gebruiken tegenwoordig ook vele politici van de Guomindang Taiwanees in hun toespraken bij verkiezingen.